# Antonio Pérez Abellán
Antonio Pérez Abellán (* 10. Oktober 1969 in Elche/Provinz Alicante) ist ein spanischer Pianist und Musikpädagoge.

## Leben
Pérez Abellán hatte in seiner Heimatstadt Klavierunterricht bei Manuela Galiana und am Konservatorium Óscar Esplá in Alicante bei Juan José P. Torrecillas und Ana María Flori. Von 1991 bis 1993 studierte er das zeitgenössische Klavierrepertoire am Sweelinck Conservatorium in Amsterdam. Seit 1993 unterrichtet er Kammermusik, Klavier und elektroakustische Musik am Konservatorium von Alicante.
Ab 1998 arbeitete Pérez Abellán als Pianist und Synthesizerspieler mit Karlheinz Stockhausen zusammen. Ab 1999 erstellte er am Computer Reinschriften von dessen Partituren. Bis zum Tod des Komponisten 2007 spielte er ausschließlich dessen Werke. Mehrere von dessen Kompositionen sind ihm gewidmet.

## Diskographie
- Stockhausen: 3 x Refrain 2000, 2000
- Stockhausen: Lichter-Wasser, 2000
- Stockhausen: Luzifers Zorn; Die 7 Lieder Der Tage; Der Kinderfänger, 2002
- Stockhausen* – Tierkreis / 7 Lieder Der Tage / Vision, 2005
- Karlheinz Stockhausen – Licht-Bilder, 2005
- Karlheinz Stockhausen – Himmelfahrt, 2006
- Stockhausen* – 3. Stunde : Natürliche Dauern Für Klavier Aus Klang – Die 24 Stunden Des Tages, 2007
- Karlheinz Stockhausen / Michele Marelli – Amour – Der Kleine Harlekin – Wochenkreis, 2013
- Karlheinz Stockhausen – Michaelion, 2013